# Kingsland, Georgia
Kingsland är en stad (city) i Camden County, i delstaten Georgia, USA. Enligt United States Census Bureau har staden en folkmängd på 15 913 invånare (2011) och en landarea på 111 km².